# 海欣花園
海欣花園（英語：Grand Horizon）位於香港新界青衣青嶺咀長環街11號，是一個私人屋苑，有5座樓宇，於2000年5月落成入伙，前身是香港水泥廠，共提供1,440個單位，面積由495呎至729呎。所有單位均為兩房單位，並沒有套廁，此乃屋苑特色之一。屋苑會所提供設施包括：泳池、蒸汽浴室、健身室、兒童圖書室（前身為電視遊戲室）、兒童機動遊戲、鋼琴室、閱讀閣、兒童遊戲室、乒乓球室、壁球場、半個籃球場暨兩個羽毛球場。並提供圖書、雜誌及每日報章供住客借閱。還有數個多用途室供住客借用。
屋苑東望藍巴勒海峽，西面為長環街寵物公園，南面為長環街、北面為翠怡花園。
最接近海欣花園的商場為位於楓樹窩路1號樓高2層的翠怡商場。

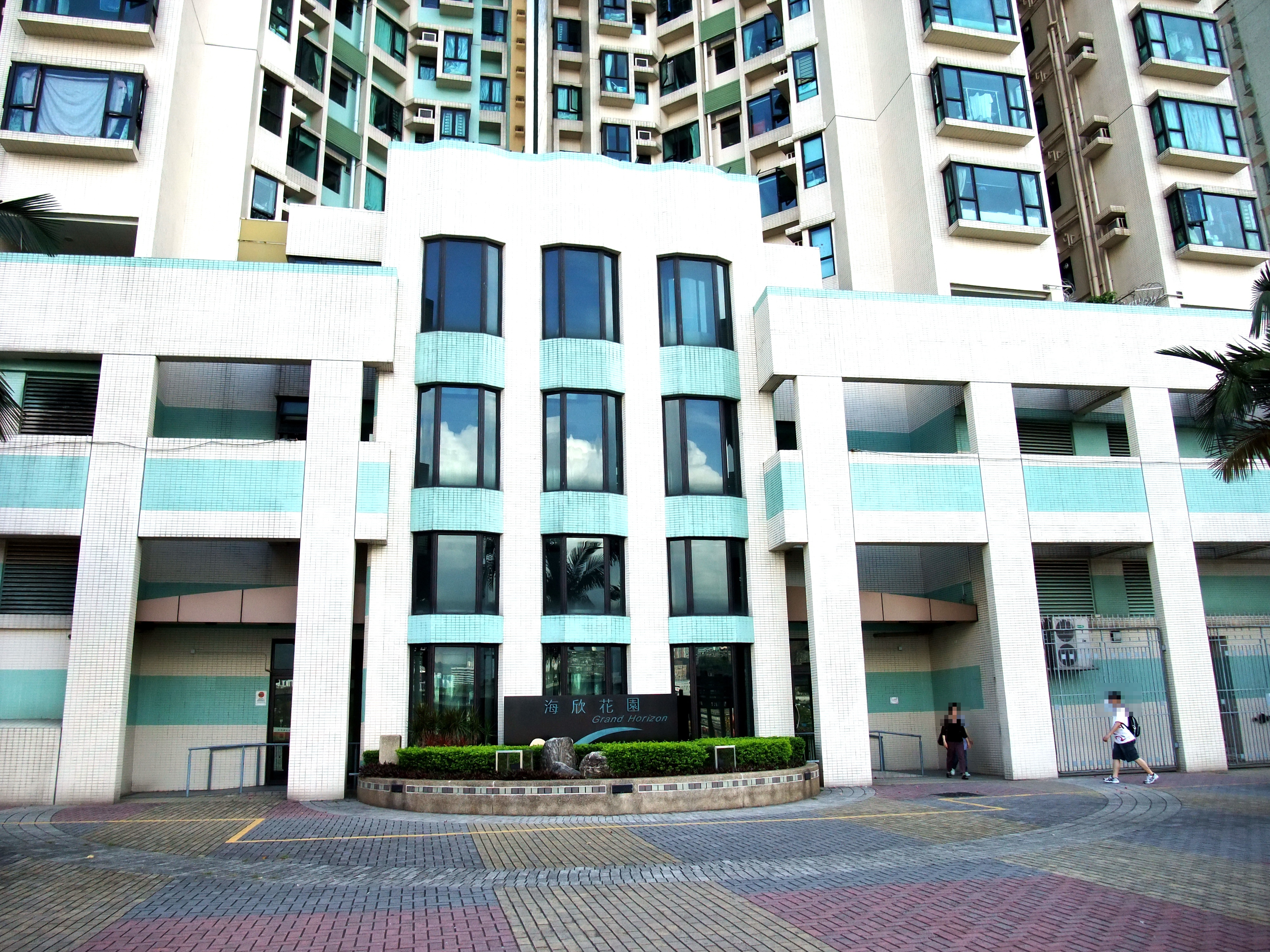
海欣花園於青衣海濱公園的入口
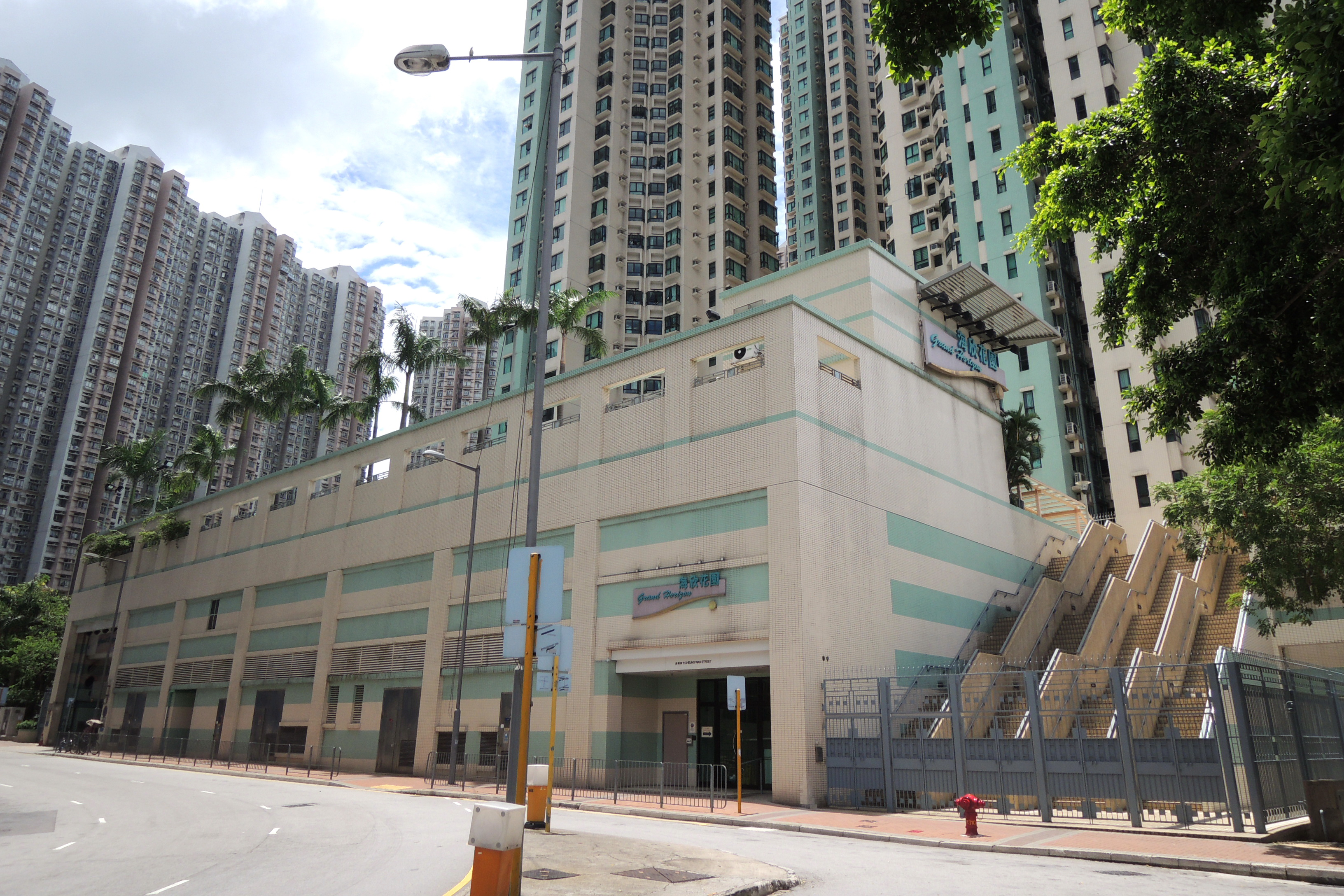
海欣花園於長環街11號的入口

## 鄰近
- 翠怡花園
- 海悅花園
- 宏福花園
- 青衣公園
- 青衣碼頭
- 青衣城